# Príncipe heredero

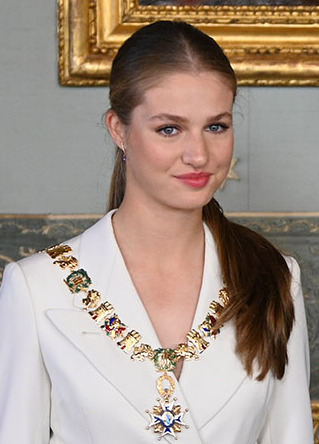
S.A.R. el princesa Leonor, heredera al trono del Reino de España.

El príncipe heredero o princesa heredera es el heredero al trono en una monarquía. Su cónyuge también es referido como heredero. El título es común en países europeos y árabes.
Los herederos son instruidos para ser monarcas, siendo cuando lo sean jefes de Estado y/o gobierno. De no ser monarquías electivas, los príncipes primogénitos tendrán la prioridad de ser monarcas. 
El término príncipe también se ha usado como sinónimo de cabeza del Estado, de la misma forma que César es una forma de designar al poder político. 
Debe destacarse la obra el Príncipe, en la que el estadista Maquiavelo describe cómo debería ser el soberano de un país.

## Galería:

Escudo del príncipe de Asturias
Escudo del príncipe de Orange
Insignia del príncipe de Gales
Escudo del príncipe heredero de Dinamarca

- Datos: Q207293
- Multimedia: Crown Princes / Q207293